# Azar Hekmat Shoar
Azar Hekmat Shoar (en persa: آذر حکمت شعار‎; de soltera Azar Taj Dehghani Azar; 1935–1974) fue una actriz iraní de cine y teatro. Apareció en unas 20 películas iraníes en los años 60. 

## Biografía
Azar Hekmat Shoar nació como Azar Taj Dehghani Azar en 1935 en Tabriz, Estado Imperial de Persia. Su carrera como actriz comenzó en 1958 en el teatro iraní con el musical Cosroes y Shirin. Entró en el cine en 1961 actuando en la película, "When the Sun Goes Down", que nunca llegó a estrenarse.
Murió en 1974 a la edad de 39 años en Teherán, a causa de un accidente de coche. Su hermano menor, Dariush Dehghani Azar, era un oficial de policía de alto rango y comandante de la Guardia Nima, que fue ejecutado en 1983 por conspiración contra la República Islámica de Irán.

## Filmografía
- 1961, The Skint, dirigida por Siamak Yasemi
- 1962, The Lost Flower, dirigida por Abbas Shabaviz
- 1963, The Claw (película de 1963), dirigida por Amin Amini
- 1963, Pretty Foe, dirigida por Esmail Koushan
- 1963, An Angel in My House, dirigida por Aramais Aghamalian
- 1965, Dead End (película de 1965), dirigida por Mehdi Mirsamadzadeh
- 1965, The Stray Hero, dirigida por Khosrow Parvizi
- 1965, The White Devil (película de 1965), dirigida por Ahmad Safaei
- 1965, The Bright Horizon, dirigida por Mehdi Amir Ghasem Khani
- 1965, The Mummy (película de 1965), dirigida por Hamid Mojtahedi
- 1966, Leilaj, dirigida por Iraj Ghaderi
- 1966, Rebellion (película de 1966), dirigida por Samuel Khachikian
- 1966, Never Without Love, dirigida por Samuel Khachikian
- 1966, Confess (película de 1966), dirigida por Naser Rafat
- 1968, A Glorious Tomorrow, dirigida por Samad Sabahi
- 1968, The Sun's Home, dirigida por Saeed Kamyar[5]
- 1968, The Power of Love, dirigida por Robert Ekhart y Marduk Alkhas
- 1968, Separate Beds, dirigida por Iraj Ghaderi
- 1968, Oath of Silence, dirigida por Iraj Ghaderi
- 1969, Song in Life, dirigida por Mehdi Reisfirooz